# Spencer Martin
Spencer Martin, född 8 juni 1995, är en kanadensisk professionell ishockeymålvakt som är kontrakterad till Carolina Hurricanes i National Hockey League (NHL) och spelar för Chicago Wolves i American Hockey League (AHL). 
Han har tidigare spelat för San Antonio Rampage, Colorado Eagles, Syracuse Crunch och Abbotsford Canucks i AHL, Fort Wayne Komets och Orlando Solar Bears i ECHL samt Mississauga St. Michael's Majors och Mississauga Steelheads i Ontario Hockey League (OHL).
Martin draftades av Colorado Avalanche i tredje rundan i 2013 års draft som 63:e spelare totalt.
Han är svåger till Jonah Gadjovich.